# كريس هاتشينسون
كريس هاتشينسون (بالإنجليزية: Chris Hutchinson)‏ هو لاعب كرة قدم أمريكية أمريكي، ولد في 17 ديسمبر 1969.